# Ligue de Franche-Comté de football
 (décembre 2024).
Si vous disposez d'ouvrages ou d'articles de référence ou si vous connaissez des sites web de qualité traitant du thème abordé ici, merci de compléter l'article en donnant les références utiles à sa vérifiabilité et en les liant à la section « Notes et références ».
La Ligue de Franche-Comté de football est un organe fédéral dépendant de la Fédération française de football créé en 1947 et chargé d'organiser les compétitions de football au niveau de la région Franche-Comté.
La Ligue de Franche-Comté est créé lors de la division de la Ligue de Bourgogne-Franche-Comté. Composé de cinq districts à l'origine, elle n'en compte plus que quatre depuis 2007 et la fusion des districts du Pays de Montbéliard et du Territoire de Belfort.
La LFCF qui à son siège à Montbéliard, compte actuellement quatre districts calqués sur les départements du Jura et de la Haute-Saône et sur une subdivision du département du Doubs dont une est fusionnée au Territoire de Belfort. Le président de la Ligue est Roland Coquard depuis le 17 septembre 2008.
La principale compétition organisée par la Ligue est le championnat de Division d'Honneur de Franche-Comté qui donne le droit à son vainqueur de participer au championnat de France amateur. La Ligue s'occupe également d'organiser les premiers tours de la Coupe de France de football et de gérer le football féminin régional.

## Histoire
La Ligue de Franche-Comté est créée le 10 août 1947, à la suite de sa séparation avec la Ligue de Bourgogne.
Il y avait jusqu'en 2007, cinq districts avant la fusion des districts du Pays de Montbéliard et du Territoire de Belfort. 
En 2016, la Ligue de Bourgogne-Franche-Comté de football est recréée après la fusion des régions,,. 

## Palmarès

### Palmarès national des clubs de la Ligue
| FC Sochaux-Montbéliard Championnat de France (2) : 1935 et 1938 Coupe de France (2) : 1937 et 2007 Coupe de la Ligue (1) : 2004 Coupe Charles Drago (3) : 1953, 1963 et 1964 | Besançon RC Coupe Charles Drago (1) : 1962 |  |

Domination en Franche-Comté depuis 1946
- Depuis 1946 : Club le mieux classé en division nationale.

### Palmarès régional
| Saison | Division d'Honneur          | Ligue Régionale 2             | Coupe de Franche-Comté  | Division d'Honneur Féminine |
| ------ | --------------------------- | ----------------------------- | ----------------------- | --------------------------- |
| 1947   | US Belfort                  | -                             | -                       | -                           |
| 1948   | FC Dole                     | -                             | -                       | -                           |
| 1949   | ASP Belfortains             | -                             | -                       | -                           |
| 1950   | PS Besançon                 | -                             | -                       | -                           |
| 1951   | AS Audincourt               | -                             | -                       | -                           |
| 1952   | FC Sochaux-Montbéliard      | -                             | -                       | -                           |
| 1953   | US Fesches-le-Châtel        | -                             | -                       | -                           |
| 1954   | RCFC Besançon               | -                             | -                       | -                           |
| 1955   | PS Besançon                 | -                             | -                       | -                           |
| 1956   | FC Dole                     | -                             | -                       | -                           |
| 1957   | FC Sochaux-Montbéliard      | -                             | -                       | -                           |
| 1958   | FC Dole                     | -                             | -                       | -                           |
| 1959   | US Fesches-le-Châtel        | -                             | US Fesches-le-Châtel    | -                           |
| 1960   | ASP Belfortains             | -                             | FC Sochaux-Montbéliard  | -                           |
| 1961   | AS Valentigney              | -                             | FC Sochaux-Montbéliard  | -                           |
| 1962   | PS Besançon                 | -                             | FC Sochaux-Montbéliard  | -                           |
| 1963   | RCFC Besançon               | -                             | US Fesches-le-Châtel    | -                           |
| 1964   | AS Champagnole              | -                             | US Fesches-le-Châtel    | -                           |
| 1965   | US Fesches-le-Châtel        | -                             | FC Sochaux-Montbéliard  | -                           |
| 1966   | US Tavaux                   | -                             | US Fesches-le-Châtel    | -                           |
| 1967   | SR Delle                    | -                             | US Baume-les-Dames      | -                           |
| 1968   | ASP Belfortains             | -                             | US Baume-les-Dames      | -                           |
| 1969   | US Baume-les-Dames          | -                             | US Fesches-le-Châtel    | -                           |
| 1970   | SR Delle                    | -                             | -                       | -                           |
| 1971   | US Tavaux                   | -                             | US Baume-les-Dames      | -                           |
| 1972   | ASM Belfortaine             | -                             | US Baume-les-Dames      | -                           |
| 1973   | US Fesches-le-Châtel        | -                             | US Baume-les-Dames      | AS Valentigney              |
| 1974   | ASM Belfortaine             | -                             | AS Audincourt           | AS Valentigney              |
| 1975   | US Tavaux                   | -                             | RCFC Besançon           | AS Valentigney              |
| 1976   | ASM Belfortaine             | -                             | US Fesches-le-Châtel    | AS Valentigney              |
| 1977   | US Baume-les-Dames          | -                             | PS Besançon             | FC Danjoutin                |
| 1978   | AS Dampierre Savoyeux       | -                             | -                       | AS Valentigney              |
| 1979   | PS Bisontin                 | -                             | US Bavans               | FC Danjoutin                |
| 1980   | US Pont de Roide            | -                             | CS Molinges Chassal     | AC Gy                       |
| 1981   | US Bavans                   | -                             | US Fesches-le-Châtel    | AC Gy                       |
| 1982   | AS Moirans en Montagne      | -                             | AS Valentigney          | FC Danjoutin                |
| 1983   | AS Fougerolles              | -                             | US Pont-de-Roide        | SR Delle                    |
| 1984   | FC L’Isle sur le Doubs      | -                             | ES Bethoncourt          | AC Gy                       |
| 1985   | RCFC Besançon               | -                             | RCFC Besançon           | US Baume-les-Dames          |
| 1986   | US Fesches-le-Châtel        | -                             | RCFC Besançon           | AS Valentigney              |
| 1987   | FC Champagnole              | -                             | SC Montlebon            | ES Dannemarie sur Crête     |
| 1988   | Besançon RC                 | -                             | SC Montlebon            | ES Dannemarie sur Crête     |
| 1989   | R.C.Lons-le-Saunier         | -                             | SC Montlebon            | Avenir Foot Besançon        |
| 1990   | US Vermondans               | -                             | Entente Baume Isle      | Avenir Foot Besançon        |
| 1991   | US Dampierre Oyrières Vars  | -                             | US Fesches-le-Châtel    | Avenir Foot Besançon        |
| 1992   | RC Dole Tavaux              | -                             | US Vermondans           | AS Orchamps-Vennes          |
| 1993   | Besançon RC R               | -                             | US Vermondans           | PS Besançon                 |
| 1994   | USFC Vesoul                 | -                             | Jura Sud Foot           | AS Froideconche             |
| 1995   | RC Dole Tavaux              | -                             | Jeunes Turcs Belfort    | AS Orchamps-Vennes          |
| 1996   | Besançon RC R               | -                             | US Fesches-le-Châtel    | AS Chèvremont               |
| 1997   | Besançon RC R               | -                             | R.C.Lons-le-Saunier     | Avenir Foot Besançon        |
| 1998   | ASM Belfortaine             | -                             | AS Baume-les-Dames      | FC Champagnole              |
| 1999   | AS Baume-les-Dames          | CA Pontarlier                 | FC Sochaux-Montbéliard  | AS Chèvremont               |
| 2000   | FC Champagnole              | CS Port sur Saône             | USFC Vesoul             | FC Champagnole              |
| 2001   | RC Dole Tavaux              | FC Sochaux-Montbéliard R2     | RC Dole Tavaux          | AS Chèvremont               |
| 2002   | Besançon RC R               | ES Pays Maîchois              | US Pont-de-Roide        | AS Chèvremont               |
| 2003   | R.C.Lons-le-Saunier         | US Saint-Vit                  | Vesoul HSF              | AS Valentigney              |
| 2004   | CA Pontarlier               | FC Giro-Lepuix                | CA Pontarlier           | AS Chèvremont               |
| 2005   | R.C.Lons-le-Saunier         | Arbois Sports                 | CA Pontarlier           | AS Chèvremont               |
| 2006   | US Pont-de-Roide Vermondans | FC Noidanais                  | FC Sochaux-Montbéliard  | AS Chèvremont               |
| 2007   | Jura Dolois                 | Clemenceau Besançon           | ASM Belfortaine         | Besançon RC R               |
| 2008   | Vesoul HSF R                | ASM Belfortaine R             | AS Audincourt           | UOP Mathay                  |
| 2009   | AS Ornans                   | AS Belfort Sud                | ASM Belfortaine         | Arbois Sports               |
| 2010   | Jura Dolois                 | US Saint-Vit                  | Entente Roche Novillars | Arbois Sports               |
| 2011   | CA Pontarlier R             | -                             | ASM Belfortaine         | -                           |
| 2012   | Entente Roche-Novillars     | Besançon ASPTT                | Besançon RC             | Besançon RC                 |
| 2013   | FC Morteau-Montlebon        | Besançon RC                   | CA Pontarlier           | -                           |
| 2014   | Besançon RC                 | -                             | CA Pontarlier           | -                           |
| 2015   | Besançon ASPTT              | Besançon PS / Roche Novillars | Besançon ASPTT          | St Vit                      |
| 2016   | CA Pontarlier R             | Clemenceau / Jura Dolois      | Racing Besançon         | Racing Besançon             |